# Bersillies

Bersillies este o comună în departamentul Nord, Franța. În 1 ianuarie 2022 avea o populație de 243 de locuitori.